# San Yu
San Yu (conosciuto anche come Bo Gyoke Kyi San Yu o U San Yu) (Prome, 3 marzo 1918 – Yangon, 30 gennaio 1996) è stato un politico e generale birmano, comandante in capo del Tatmadaw e Presidente dell'allora Repubblica Socialista dell'Unione Birmana.

## Biografia
San Yu nacque nei pressi di Prome da una famiglia di origini cinesi (il suo nome cinese era Shan You). Nel 1942 entrò all'Università di Rangoon, nella facoltà di medicina; da qui partecipò alle proteste studentesche contro il colonialismo britannico. Nello stesso anno, influenzato dal nazionalismo di Aung San, entrò nell'Esercito per l'Indipendenza Birmana, di cui divenne ufficiale, fino ad essere promosso comandante del 2º battaglione.

### Carriera militare
Il 14 gennaio 1946, poco tempo dopo la sconfitta del Giappone nella seconda guerra mondiale e la sua ritirata dalla Birmania, San Yu entrò nel Tatmadaw e divenne sottotenente del 3º Battaglione. Tuttavia, egli scalò rapidamente i vertici dell'esercito, grazie alla sua incrollabile fedeltà verso i suoi superiori e la sua disciplina. Il 23 gennaio 1947 fu promosso capitano; il 24 febbraio 1949, solo tre anni dopo essersi unito all'esercito, egli divenne maggiore e vice-comandante del Battaglione.
Il 25 novembre dello stesso anno divenne tenente colonnello e gli fu affidato il comando del 1º Battaglione Karenni, ma fu trasferito al 1º Battaglione Kachin il 22 dicembre 1950. Fra il 1950 e il 1951, lui e il suo Battaglione vennero trasferiti sotto il Comando Militare Regionale Settentrionale, al comando del generale Ne Win. Per una qualche ragione, nel settembre 1952 San Yu fu allontanato dal campo di battaglia e richiamato a Rangoon per lavorare al Ministero della Difesa.
Il 9 marzo 1956, comunque, fu nuovamente in campo con il rango di colonnello; il 25 febbraio 1959 venne ulteriormente promosso, divenendo comandante del Comando Militare Regionale Settentrionale, allora impegnato nella repressione delle rivolte del Partito Comunista della Birmania e delle organizzazioni nazionaliste delle minoranze etniche. Il 16 ottobre 1961, dopo una breve parentesi come comandante di una brigata di fanteria, divenne comandante del Comando Militare Regionale Orientale (che comprendeva le zone controllate dai comunisti) e il 29 novembre anche comandante del Comando Militare Regionale Nord-Occidentale.
Dopo il colpo di stato militare del 1962, che portò Ne Win al potere, San Yu venne promosso a vice-capo di Stato Maggiore, il 15 febbraio 1963, per la sua fedeltà verso il nuovo regime.

### Ascesa al potere
San Yu fu scelto da Ne Win per essere uno dei primi membri del nuovo Consiglio Rivoluzionario che governò il paese fra il 1962 e il 1974. Il 25 settembre 1971 egli divenne presidente della Commissione per la redazione della nuova Costituzione, costituita dal Consiglio per dare alla Birmania una Costituzione che convalidasse il monopolio del potere da parte del Partito del Programma Socialista della Birmania di Ne Win. In questa veste, egli viaggiò attraverso la Birmania per analizzare la situazione generale, che egli (nonostante la guerra civile in corso) ritenne "propizia".
Il 20 aprile 1972, San Yu venne promosso generale e sostituì lo stesso Ne Win nella carica di capo di Stato Maggiore del Tatmadaw. Questo lo rese un personaggio determinante sulla scena politica birmana in quanto, benché il potere fosse detenuto da Ne Win nel Tatmadaw, lo Stato Maggiore giocava comunque un ruolo chiave.
Dopo l'emanazione della Costituzione del 1974, San Yu divenne segretario generale del Consiglio di Stato il 20 aprile, indicato dal Partito del Programma Socialista della Birmania. Per poter adempiere del tutto ai suoi ruoli civili, egli lasciò l'esercito il 3 marzo 1978, poco prima del quarto Congresso del Partito del Programma Socialista della Birmania, occasione in cui Ne Win annunciò che non si sarebbe ripresentato come candidato presidenziale nelle elezioni del 1981.
Il 9 novembre 1981, il Pyithu Hluttaw (parlamento birmano) elesse presidente proprio San Yu, con l'appoggio di Ne Win. Egli avrebbe mantenuto questa carica fino al 1988. Nell'agosto 1985, il quinto Congresso del Partito del Programma Socialista della Birmania lo vide eletto vicepresidente del Partito.
Nel 1988, dopo la bancarotta, gravi proteste sconvolsero tutto il paese. Al sesto Congresso del Partito del Programma Socialista della Birmania, che si tenne a luglio, varie alte personalità dello Stato e del Partito, fra cui Ne Win e lo stesso San Yu, annunciarono il loro ritiro; vista la gravità della situazione, il Congresso respinse le dimissioni di diversi alti funzionari, ma San Yu riuscì a dimettersi dalla carica di presidente della Repubblica e di vicepresidente del Partito, lasciando così la scena politica.
A seguito del colpo di stato del 1988, che rovesciò il Partito del Programma Socialista della Birmania e portò al potere il Tatmadaw guidato dal generale Saw Maung, San Yu visse da privato cittadino nella sua casa di Yangon fino alla morte, avvenuta il 30 gennaio 1996.